# Каза Вентура (Салерно)
Каза Вентура је насеље у Италији у округу Салерно, региону Кампанија.
Према процени из 2011. у насељу је живело 45 становника. Насеље се налази на надморској висини од 203 м.